# Lipinki Łużyckie

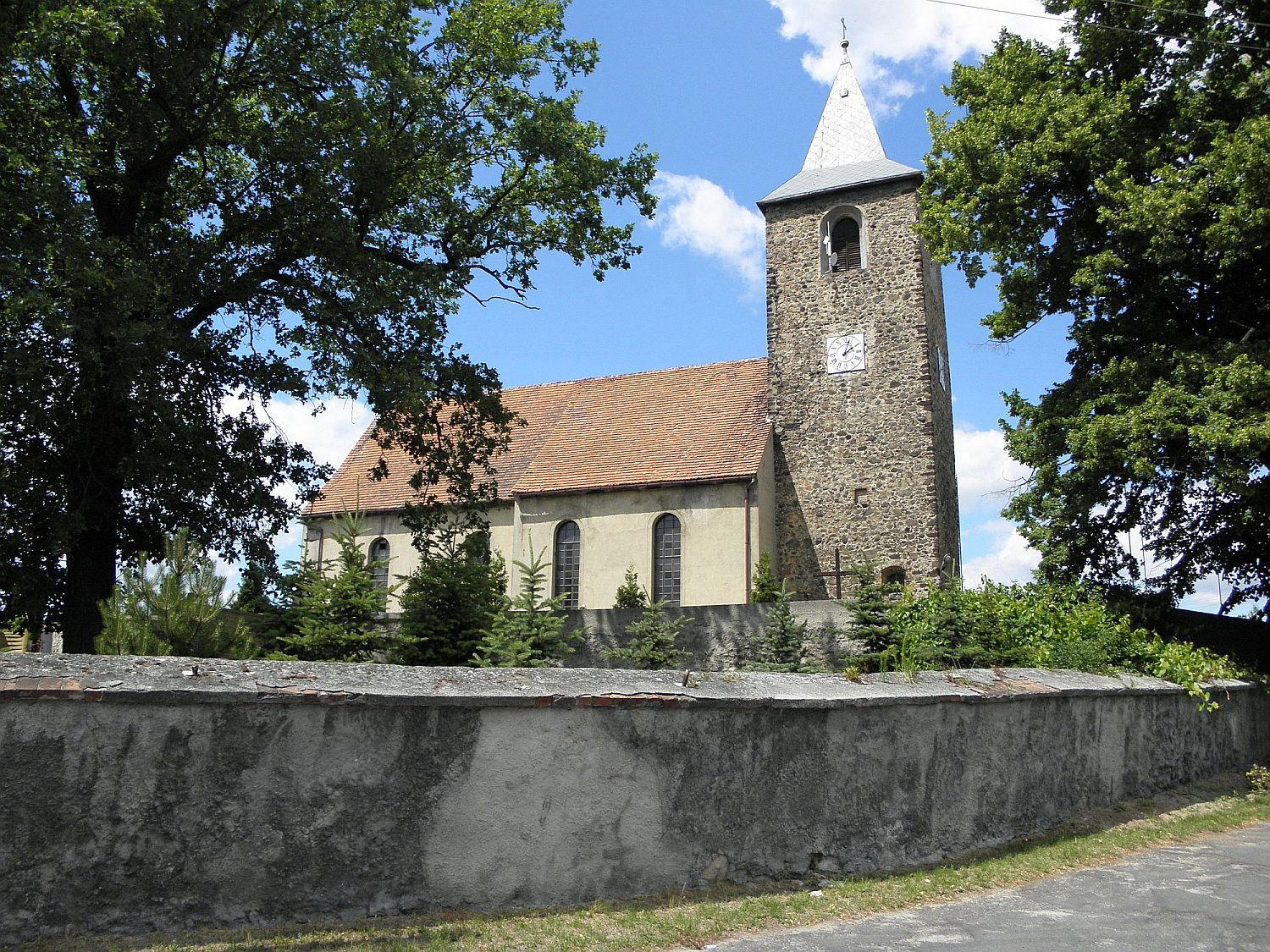
Pfarrkirche St. Antonius in Linderode

Lipinki Łużyckie (deutsch Linderode, obersorbisch Lindroz) ist ein Dorf im Powiat Żarski der Woiwodschaft Lebus in Polen. Es ist Sitz der gleichnamigen Landgemeinde mit etwa 3370 Einwohnern.

## Wappen
Beschreibung: Im vorn Silber gespaltenen und hinten in Grün und Rot geteilten Wappen ist ein grünes Lindenblatt und hinten eine goldene Kornähre.

## Geschichte
Das Gemeindegebiet zählte bis 1945 zum Deutschen Reich, Landkreis Sorau, Provinz Brandenburg.
Das Dorf war als Vasallendorf der Herrschaft Sorau schon früh in mehrere Lehensanteile aufgeteilt, mit denen verschiedene ritterliche Geschlechter belehnt waren, u. a. die von Schönaich (ca. 1458–1521), von Unwürde, von Jauernitz, von Oppel, von Kittlitz, von Rackel. Seit Ausgang des 16. Jahrhunderts sind vier selbständige Güter deutlich: Ober-Linderode (1834 bis 1945 Freiherren von Wackerbarth-Bomsdorff), Mittel-Linderode I (häufiger Wechsel) und II (v. Rackel vor 1601 bis 1739, im Erbweg von Bomsdorff und später Wackerbarth-Bomsdorff, bis 1872) sowie Nieder-Linderode (v. Berge bis 1649, v. Raußendorf, v. Blankenstein, v. Rabenau, v. Steindel, v. Schönermarck, v. Schlichting).

## Gemeinde
Zur Landgemeinde (gmina wiejska) Lipinki Łużyckie gehören zehn Dörfer mit Schulzenämtern.

## Persönlichkeiten
- Fabian von Schoenaich (1508–1591), Feldherr, kaiserlicher Kriegsrat
- Adolf von Blankenstein (1655–1694), fürstlich-sachsen-weißenfelsicher Amtshauptmann des Amtes Sachsenburg
- Fritz Emil Irrgang (1890–1951), Politiker (NSDAP, später FDP), Oberbürgermeister von Bottrop, Bocholt, Recklinghausen
- Heinz Kluge (1924–2014), Politiker (SED), Oberbürgermeister von Cottbus.